# Erika Trenz
Erika Trenz (* 15. Februar 1947 in München als Erika Blasch) ist eine deutsche Politikerin (Bündnis 90/Die Grünen).
Trenz war von Beruf Verwaltungsangestellte. Sie gehörte von 1987 bis 1990 dem Deutschen Bundestag an. Sie war dabei die erste und bis 2002 auch einzige Bundestagsabgeordnete der saarländischen Grünen.